# High Littleton
High Littleton – osada w Anglii, w hrabstwie ceremonialnym Somerset, w dystrykcie (unitary authority) Bath and North East Somerset. Leży 15 km na południe od miasta Bristol i 167 km na zachód od Londynu. Miejscowość liczy 2086 mieszkańców.